# Blastopsylla multisetulae
Blastopsylla multisetulae är en insektsart som beskrevs av Taylor 1985. Blastopsylla multisetulae ingår i släktet Blastopsylla och familjen rundbladloppor. Inga underarter finns listade i Catalogue of Life.